# Boîte Wilson
Pour les articles homonymes, voir Boîte.

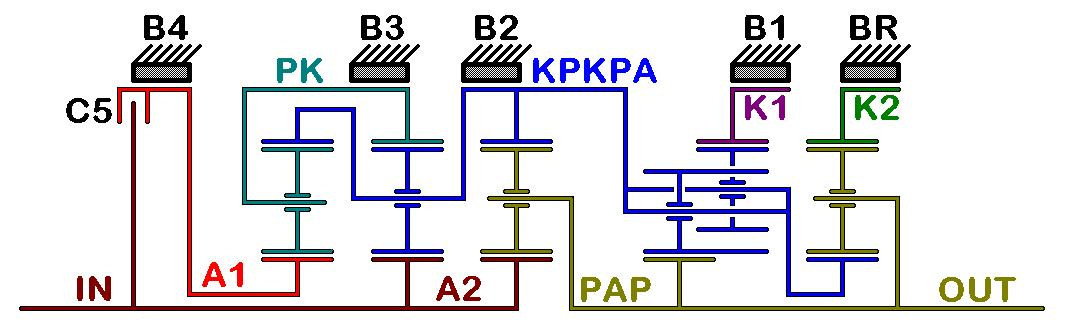
Schéma de l'engrenage de la transmission Wilson

La transmission Wilson est un type de boîte de vitesses à trains épicycloïdaux, dont la caractéristique la plus remarquable est la présélection.
La boite Wilson est inspirée des boites Viratelle dont le brevet date de 1906.
Inventée par un officier britannique, le major Walter G. Wilson, pendant la Grande Guerre, cette boîte de vitesses était destinée à l'origine aux véhicules militaires, en particulier aux blindés.
Après la guerre, ce système fut employé sur différents véhicules civils : voitures particulières haut-de-gamme, poids lourds, jusqu'au milieu des années 1950.
À partir de 1928, on la trouve sur certains modèles d'autos Armstrong-Siddeley, puis elle est graduellement adoptée sous licence par différents constructeurs de voitures de luxe, Daimler, Talbot, Riley…
Elle est également employée sur les fameux autobus anglais à étage, les autobus Isobloc et S.A.C.A, et les Chausson AP de la RATP.

## Technique
La boîte présélective Wilson offre généralement quatre rapports et une marche arrière (rappelons qu'avant-guerre la majorité des boîtes de vitesses n'avaient que trois rapports et une marche arrière).
Les premières vitesses et la marche arrière sont intégrés dans un planétaire à quatre trains d'engrenages épicycloïdaux enfermés dans quatre tambours dentés. La 4e est en prise directe et est enclenchée par un embrayage à disque.
L'ensemble des engrenages est toujours en prise et le changement de vitesse se fait par le freinage d'un des tambours ou par l'embrayage en prise directe.

## Présélection
La présélection, caractéristique saillante, offre au conducteur la capacité de changer de vitesse tout en gardant les deux mains sur le volant, en un temps où les directions sont lourdes et les rétrogradages en courbe délicats. En effet, le conducteur choisit par avance quel rapport enchaîner au rapport en cours en positionnant le levier de vitesse, puis commande le passage effectif du rapport choisi en appuyant sur l'embrayage.
Cette caractéristique a fait la faveur de la boîte Wilson pour les poids-lourds et la compétition automobile. Il est également possible de sélectionner un rapport au moment de l'enclencher, comme sur une boîte mécanique ordinaire.

## Avantages
Outre les avantages liés à la présélection donnés ci-dessus, la boîte Wilson, taillée pour un usage intensif, est réputée quasiment inusable et indestructible : pas de pignons qui craquent, pas de pénible double débrayage et double pédalage, pas de limaille à la vidange.

## Inconvénients
La boîte Wilson est très lourde ; l'ensemble tournant est également lourd, et le tout chauffe copieusement. Ceci explique qu'elle fut cantonnée aux poids lourds et aux grandes routières haut de gamme.
De plus, l'embrayage en est réputé extrêmement dur.

## Différences avec la boîteCotal
On confond souvent les deux types de boîtes. Si les deux exploitent les mêmes principes (train épicycloïdaux, embrayage asservi), la boîte Cotal est dénué de présélection, et utilise un freinage électro-magnétique (comme la Telma des poids-lourds actuels).